# DM i gravel
DM i gravel er det officielle danmarksmesterskab i gravelcykling. Det er organiseret af Danmarks Cykle Union, og blev afviklet første gang i 2023.

## Medaljevindere

### Damer
| År   | Vinder                | Toer                 | Treer            |
| ---- | --------------------- | -------------------- | ---------------- |
| 2023 | Emma Norsgaard        | Anne Holm            | Trine Andersen   |
| 2024 | Mie Nordlund Pedersen | Julie Nielsen Maribo | Janni Spangsberg |

### Herrer
| År   | Vinder                | Toer           | Treer              |
| ---- | --------------------- | -------------- | ------------------ |
| 2023 | Magnus Bak Klaris     | Jonas Lindberg | Rasmus Bøgh Wallin |
| 2024 | Alexander Arnt Hansen | Ian Millennium | Jonas Lindberg     |

## Værter
| År   | Sted                       |
| ---- | -------------------------- |
| 2023 | Vingsted, Vejle Ådal       |
| 2024 | Stråsø Plantage, Holstebro |
| 2025 | Bidstrup Skovene           |